# محمية سينغو
محمية سينغو (بالإنجليزية: Singou Reserve) هي واحدة من المحميات الثلاثة الكاملة في بوركينا فاسو، أسست في تاريخ 3 أغسطس (آب) 1955م، وتقع في محافظة جورما وتغطي مساحة 1.926كم (744مم) وهي أكبر محمية في البلاد من حيث المساحة، تُعد المحمية جزءًا من المناطق المحمية مع حديقة أرلي الوطنية مما جعلها منطقة مهمة للطيور.